# Ponte de Maslenica
Ponte de Maslenica (croata: Most Maslenica), é uma ponte de concreto arqueada que atravessa o estreito de Maslenica no Mar Adriático. Inaugurada em 1997, localiza-se entre a vila de Maslenica e o município de Posedarje.